# Tulbagh
Tulbagh è una cittadina sudafricana situata nella municipalità distrettuale di Cape Winelands nella provincia del Capo Occidentale.

## Geografia fisica
La cittadina, situata in una piana circondata su tre lati da rilievi, gode di un clima mediterraneo favorevole alla viticultura.